# Szombathy Viktor

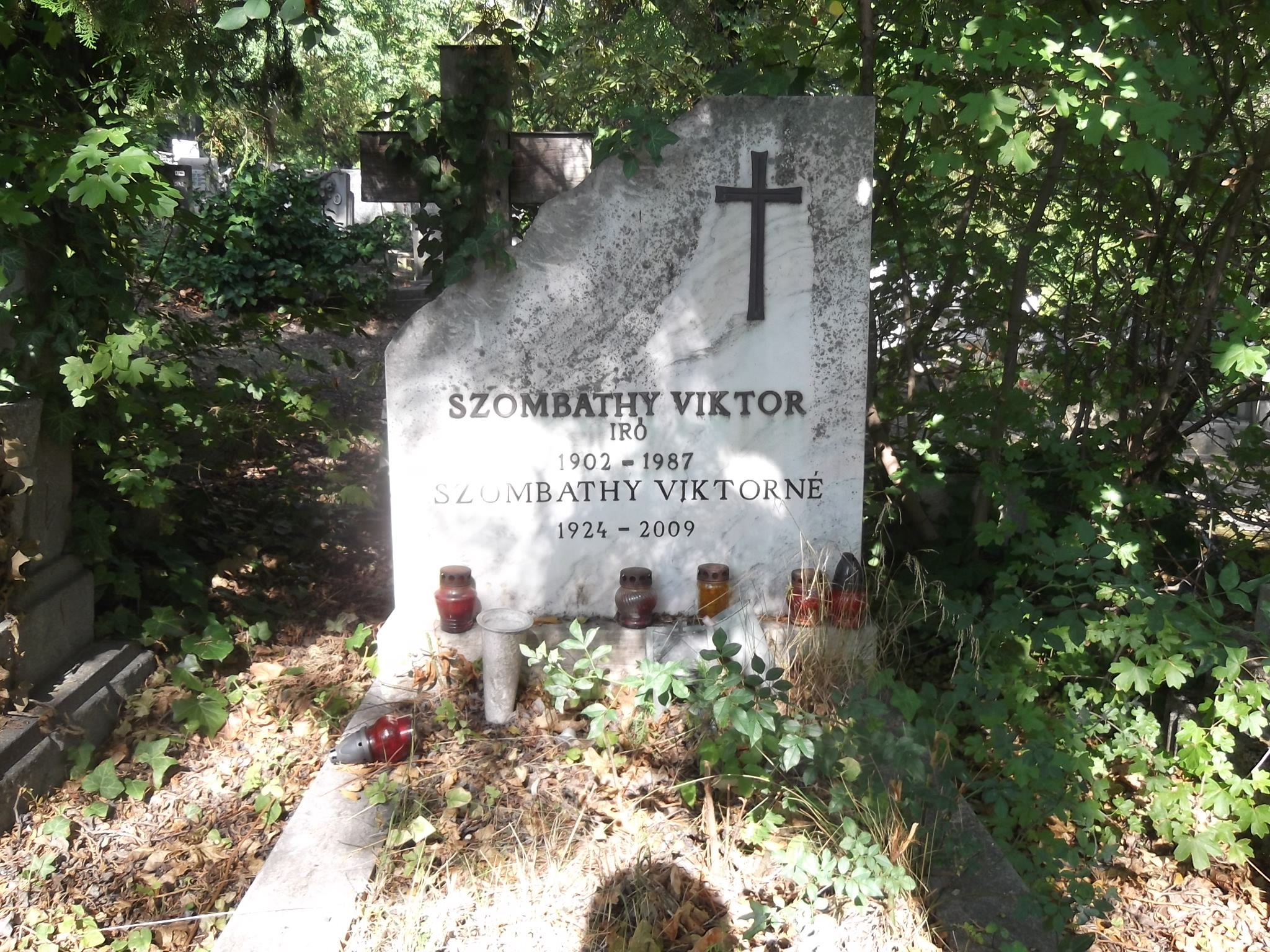
Szombathy Viktor és felesége sírja a Farkasréti Temetőben

Szombathy Viktor (Volkó; Rimaszombat, 1902. április 8. – Budapest, 1987. augusztus 12.) író, műfordító, 1936–1940 között a komáromi múzeum igazgatója.

## Életpályája
Rimaszombatban érettségizett 1920-ban, majd a budapesti Pázmány Péter Tudományegyetemen folytatta tanulmányait, ahol művészettörténeti és orvosi előadásokat hallgatott. Közben a Prágai Magyar Hírlap budapesti munkatársaként dolgozott. 1928-ban visszatért szülőföldjére. 1930-tól 1938-ig Komáromban a Szlovenszkói Magyar Kultúregyesület főtitkára volt, 1931–1936 között a Jókai Egyesület múzeumi osztályának titkára, majd a Jókai Múzeum igazgatója lett. Itt önálló Jókai-emlékszobát rendezett be és felújította a múzeum gyűjteményét. 1939-ben az I. Csehszlovák Köztársaságra vonatkozó kiállítást rendezett. Az igazgatósága idején állították fel Jókai szobrát a főépület előtt. 1938–1943 között a budapesti Széchenyi Magyar Kultúregyesület főtitkára. 1940 nyarán költözött a fővárosba. 1943–1948 között a Magyar Nemzeti Banknál volt osztályvezető. 1948–1950-ben műfordításaiból élt és a Magyar Rádiónak dolgozott. 1950–1954-ben műszaki előadó volt egy vállalatnál, majd könyvtárosként helyezkedett el. 1954–1965 között, nyugdíjba vonulásáig az Építők Műszaki Klubjának igazgatója.
Szerkesztette a Komáromi Lapok, a Magyar Vasárnap, a Magyar Írás, az Ünnep és a Forrás című folyóiratot. Főként ifjúsági regényeket és útirajzokat publikált. Témái főként a Felvidék egykori életét, hétköznapi eseményeit mutatják be. Szemléletében, írói gondolkodásmódjában mindenekelőtt Mikszáth Kálmán utódja. Tárcákat írt a Magyar Nemzetbe. Az irodalom peremterületeinek jellegzetes alakja Szombathy Viktor, aki mindegyik műfajában fontos nemzeti és kulturális értékeket közvetít, igényesen és színvonalasan, rangot adva e műfajoknak.

## Művei
- 1926 Cserkészkaland (Komárom)
- 1927 Keszőce Jóska (Berlin-Pozsony)
- 1928 Ezüstantenna (Rimaszombat)
- 1931 Én kedves népem (Kassa)
- 1936 Zöld hegyek balladája (Budapest)
- 1938 Elesni nem szabad (Pozsony)
- 1960 Vértes-Gerecse (Budapest)
- 1960 Budapest– Börzsöny–Cserhát
- 1961 A Csepel-sziget Budapest)
- 1962 Budapest-Dunaújváros-Mohács (Budapest)
- 1964 Az északi hegyek ölelésében (Budapest)
- 1967 A félhold vándora. Evlia Cselebi csodálatos kalandjai (Budapest)
- 1969 A pénzhamisító (Budapest)
- 1971 Prága (Budapest)
- 1971 Holló Csete, a besenyő
- 1973 Csehszlovákia - társszerző: Kovács János (Budapest)
- 1975 Szlovákiai utazások
- 1976 Két kard, két oroszlán (Budapest)
- 1977 Az őrnaszád foglyai (Budapest)
- 1979 Száll a rege várról várra. Szlovákiai vármondák (Budapest)
- Regényes erdő; Móra, Bp., 1979 (Delfin könyvek)
- Csirregi-Cserregi ország. Kisregény az erdő népéről; Móra, Bp., 1983
- Pethő Tibor–Szombathy Viktor: Ausztria; Panoráma, Bp., 1984 (Útikönyvek)
- Az őshazától a Kárpátokig; szerk. Szombathy Viktor; Panoráma, Bp., 1985 (Utazások a múltban és a jelenben)
- Magyarrá lett keleti népek; szerk. Szombathy Viktor, László Gyula; Panoráma, Bp., 1988 (Utazások a múltban és a jelenben)
- 1988 Megszólal a töröksíp (Budapest)
- Szellemidézés. Riportok, interjúk, emlékek, jegyzetek, 1923–1939; vál. Szombathy Viktorné; Madách-Posonium, Pozsony, 2004
- És mindenki visszatér...; utószó Mezey László Miklós; Kráter, Pomáz, 2011 (Aranyrög könyvtár)
- Cirok Peti szerencsés kalandjai; Főnix, Debrecen, 2013

## Emléke
- Nevét viseli a feledi Szombathy Viktor Magyar Tanítási Nyelvű Alapiskola (Az intézmény honlapja)